# 天主教內格默特宗座代牧區
天主教內格默特宗座代牧區（拉丁語：Vicariatus Apostolicus Nekemteensis）是埃塞俄比亞一個羅馬天主教宗座代牧區，直屬教廷。

## 歷史
1913年1月28日設南咖法宗座監牧區，同年9月8日易名為咖法監牧區，1982年9月3日升為代牧區。

## 現況
代牧區範圍包括埃塞俄比亞奧羅米亞州西部和本尚古勒-古馬茲州南部。2010年年底有教友48,395人（佔轄區總人口0.7%）、八十七個堂區、卅四名司鐸。現任宗座代牧為瓦格斯·拖塔马卡拉。